# Ріпино (Гайський міський округ)
Рі́пино (рос. Репино) — селище у складі Гайського міського округу Оренбурзької області, Росія.

## Населення
Населення — 753 особи (2010; 772 у 2002).
Національний склад (станом на 2002 рік):
- росіяни — 47 %
- казахи — 33 %